# اقبال قزوینی
اقبال قزوینی (به عربی: إقبال القزوینی، به انگلیسی: Iqbal al-Qazwini) رمان‌نویس، مترجم و روزنامه‌نگار زن عرب اهل عراق است.

## زندگی
اقبال قزوینی نویسندهٔ عراقی نمایندهٔ اتحادیه زنان عراق در فدراسیون دموکراتیک بین‌المللی زنان بود. او در اوایل دههٔ سوم زندگی‌اش در نتیجهٔ به قدرت رسیدن صدام حسین در عراق عراق را ترک کرده و در سال ۱۹۷۸ به برلین شرقی در آلمان شرقی رفت و از آن زمان تاکنون در آلمان ساکن بوده‌است. او از سال ۱۹۹۳ عضو انجمن جهانی قلم بوده‌است.
قزوینی بیش از هر چیز به خاطر رمان «ممرات السکون» شناخته شده‌است که در سال ۲۰۰۵ توسط انتشارات دار ازمنه در عمان منتشر شد. این رمان با عنوان «پنجرهٔ زبیده» توسط عزت الخولی و امیره نویره در سال ۲۰۰۸ به انگلیسی ترجمه شد. قزوینی به عنوان رونامه‌نگار در نشریات متفاوتی از جمله الشرق الاوسط و الریاض به زبان‌های آلمانی و عربی به فعالیت پرداخته‌است.

## آثار
- نویسندهٔ مشترک و ناشر عبای سیاه، داستان‌های عراقی، ۱۹۸۵.
- ترجمه و مقدمه‌نویسی بر اشعار سرخپوستان، ۱۹۸۶.
- نویسندهٔ مشترک پیروزی گم‌شده، در میانهٔ وطن و بیگانگان، ۲۰۰۱.
- ترجمهٔ رمان مدرسهٔ دیکتاتورها، نوشتهٔ اریش کاستنر، از آلمانی به عربی، ۲۰۰۲.
- نویسندهٔ رمان ممرات السکون، ۲۰۰۶؛ که با عنوان پنجرهٔ زبیده به انگلیسی ترجمه شد، ۲۰۰۸.
- ترجمهٔ رمان کشتی مرگ، نوشتهٔ ب. تراون، از آلمانی به عربی، ۲۰۱۴.